# (37401) 2001 XK74
2001 XK74 (asteroide 37401) é um asteroide da cintura principal. Possui uma excentricidade de 0.08286400 e uma inclinação de 15.91732º.
Este asteroide foi descoberto no dia 11 de dezembro de 2001 por LINEAR em Socorro.